# Euclystis rubricosa
Euclystis rubricosa là một loài bướm đêm trong họ Erebidae.